# Mopalia muscosa
Mopalia muscosa is een keverslak uit de familie der Mopaliidae.
Mopalia muscosa wordt 25 tot 51 millimeter lang.
Deze soort komt voor van Alaska tot Neder-Californië.